# عينية (منطق)
العينية نسبة إلى العين. والعين يطلق على معاني منها ما هو الموجود في الخارج كذا في دستور العلماء. وفي كشاف اصطلاحات الفنون العين ما قام بنفسه جوهرا كان أو جسما ويقابله المعنى وهو ما قام بالغير كالأعراض، وعلى هذا قيل العالم إما عين أو عرض. ومنها مقابل الذهن، فالوجود العيني بمعنى الوجود الخارجي. ومنها مقابل الغير كما وقع في حاشية شرح المواقف لميرزا زاهد في بحث الوجود.

## التعاريف
قال في دستور العلماء غير الشيء سواه يقال هذا الشيء غيره أي ليس عينه  فإن قيل إن المتكلمين قالوا إن صفات الله تعالى لا عينه ولا غيره وليس هذا إلا ارتفاع النقيضين في الظاهر وجمع بينهما في الحقيقة أما الأول فظاهر وأما الثاني فلأن نفي الغيرية صريحا إثبات العينية ضمنا وإثباتها ضمنا مع نفي العينية صريحا جمع بين النقيضين وكذا نفي العينية صريحا إثبات الغيرية ضمنا وإثباتها ضمنا مع نفي الغيرية صريحا جمع بين النقيضين فالجواب أن المراد بالغير عندهم غير المصطلح وهو المنفك عن الشيء فمعنى قولهم إن صفاته تعالى لا عينه ولا غيره أنها لا عينه تعالى ولا منفكة عنه فبين العين والغير بهذا المعنى تقابل التضاد والضدان لا يجتمعان ولكن يرتفعان.

## المقابلات

### العين والغير
العينية بمعنى الاتحاد والوحدة مقابل الغيرية على ما في كتاب اللغة لعلي أكبر دهخدا.

#### الإنية والغيرية
الإنية تحقق الوجود العيني من حيث مرتبته الذاتية. قالها الجرجاني في التعريفات. 
قيل التفرقة بين الوجود والماهية عند ابن سينا لها مرتبتان ظاهرتان، التفرقة بين معنى مطلق الوجود ومطلق الماهية بلا تخصيص ولا تقييد أي أن نفس معنى الوجود الذي بمجرده إنما يدل على محض الإنية هو غير معنى محض كون الشيء له حقيقة بما هو هو. قال صاحب الكشاف والموجود نوعان نوع هو موجود محض وهو ذات الباري سبحانه ونوع هو موجود ملحق بالعدم وهو ذات المخلوقات اهـ.
قال صاحب نتائج الأفكار القدسية ومن كلامهم يعنى المتصوفة الأنانية وهي الحقيقة التي يضاف إليها كل شيء من العبد كقوله روحي ونفسي وقلبي وأنانية الحق تعالى وجودية وأنانيتنا عدمية ومن كلامهم الإنية وهي تحقق الوجود العيني من حيث رتبته الذاتية اهـ.

##### فائدة
الترتيب لغة جعل كل شيء في مرتبته واصطلاحا هو جعل الأشياء المتعددة بحيث يطلق عليها اسم واحد ويكون لبعض أجزائه نسبة إلى البعض بالتقدم والتأخر، وأصله مراعاة مراتب المذكورات.